# Cheilorhabditis dacchensis
Cheilorhabditis dacchensis is een rondwormensoort uit de familie van de Rhabditidae. De wetenschappelijke naam van de soort is voor het eerst geldig gepubliceerd in 1959 door Timm.